# Michael Byrne (aktor)
Michael Byrne (ur. 7 listopada 1943 w Londynie) – brytyjski aktor filmowy i telewizyjny. W jego dorobku dominują role niemieckich nazistów. Występował między innymi w roli Ernsta Vogela w filmie Indiana Jones i Ostatnia Krucjata, a także w roli Gellerta Grindelwalda w filmie Harry Potter i Insygnia Śmierci, Część 1.
Karierę aktorską rozpoczął od nauki w Central School of Speech and Drama oraz gry w takich regionalnych teatrach jak: Birmingham, Coventry, Leatherhead i Nottingham, gdzie zagrał między innymi rolę Pucka w komedii szekspirowskiej Sen nocy letniej. W latach 1966–1968 był członkiem National Theatre Company, ukazując się w licznych produkcjach. Odegrał wiele ról w filmach i serialach telewizyjnych, w radiowej operze mydlanej, która gości na antenie sieci BBC The Archers wystąpił jako Bruce Titchener.

## Wybrana filmografia

### Filmy fabularne
- 1972: Henryk VIII i jego sześć żon jako Edward Seymour
- 1975: Honor pułku jako drugi porucznik Toby Strang
- 1976: Orzeł wylądował jako Karl
- 1977: O jeden most za daleko jako podpułkownik Giles Vandeleur
- 1977: Telefon jako sowiecki oficer
- 1978: Dotknięcie Meduzy jako Duff
- 1978: Komandosi z Navarony jako major Schroeder
- 1983: Purpura i czerń jako Reinhard Beck
- 1988: Buster jako Poyser
- 1989: Indiana Jones i ostatnia krucjata jako Standartenführer pułkownik Ernst Vogel
- 1994: Nostradamus jako inkwizytor
- 1995: Braveheart. Waleczne serce jako Smythe
- 1997: Święty jako Vereshagin, pomocnik Tretiaka
- 1997: Jutro nie umiera nigdy jako admirał Kelly (HMS Bedford)
- 1998: Przymierze z bronią jako Lange
- 1998: Uczeń szatana jako Ben Kramer
- 2000: Bitwa o Ziemię jako Parson Staffer
- 2000: Dowód życia jako Lord Luthan
- 2001: D’Artagnan jako Treville, szef muszkieterów
- 2002: Suma wszystkich strachów jako Anatolij Gruszkow
- 2002: Gangi Nowego Jorku jako Horace Greeley
- 2004: Wielkie życie jako dr Andretti
- 2007: Znamię Kaina jako generał Strathairn
- 2009: Krew: Ostatni wampir jako Elder
- 2010: Harry Potter i Insygnia Śmierci, Część 1 jako Gellert Grindelwald
- 2012: Kwartet jako Frank White
- 2013: Diana jako Christiaan Barnard

### Seriale TV
- 1987: Tak, panie ministrze jako Stanley Dudley, sekretarz ds. zatrudnienia
- 2001: Mgły Avalonu jako Merlin
- 2004: Budząc zmarłych jako Joe Brackley
- 2005: Cesarstwo jako Cicero
- 2007: Milczący świadek jako ks. Donal Kennedy
- 2008–2010: Coronation Street jako Ted Page
- 2011: Trupia farma jako Harold Penton
- 2012: Na sygnale jako George Carson
- 2014: Przekraczając granice jako Edward Baxendale
- 2014: Prawdziwa historia rodu Borgiów jako Ercole d’Este
- 2015: Wallander jako Ola Vikander
- 2015: Na sygnale jako Alfred Maxwell
- 2016: Doctors jako George Whitbeck